# Bláhnúkur
El Bláhnjúkur (es decir 'Pico azul') es un volcán en el sur de Islandia. Tiene 940 metros de altura. Se encuentra en la zona central de la región de Suðurland.
Su nombre se debe al color azul oscuro de sus flancos. Su colour se debe a la ceniza volcánica y a los flijos de lava.
Se encuentra en Landmannalaugar, un parque natural cerca de Hekla. Es vecino del volcán Brennisteinsalda.
Un sendero lleva la cima desde donde se alcanza a ver hasta cinco glaciares.